# Stranger in Moscow
Stranger in Moscow – singel Michaela Jacksona z albumu HIStory. Utwór dotarł do 91 miejsca na liście U.S. Billboard Hot 100.

## Lista utworów
UK Single CD1
1. Stranger In Moscow (Album Version) (5:47)
2. Stranger In Moscow (Charles „The Mixologist” Roane Full Mix) (4:42)
3. Stranger In Moscow (Tee’s Light AC Mix) (4:26)
4. Stranger In Moscow (Tee’s Freeze Radio) (3:47)
5. Stranger In Moscow (Tee’s In-House Club Mix) (6:55)
6. Stranger In Moscow (TNT Frozen Sun Mix – Club) (6:50)

UK Single CD2
1. Stranger In Moscow (Album Version) (5:44)
2. Stranger In Moscow (Hani’s Extended Chill Hop Mix (R&B)) (6:01)
3. Stranger In Moscow (Hani’s Num Club Mix) (10:15)
4. Stranger In Moscow (Basement Boys Radio Mix) (4:03)
5. Stranger In Moscow (Spensane Vocal Mix (R&B)) (4:42)
6. Stranger In Moscow (12" Dance Club Mix) (8:18)

U.S. Single
1. Stranger In Moscow – 5:37
2. Stranger In Moscow (Hani’s Extended Chilli Hop Mix) – 6:05
3. Stranger In Moscow (Hani’s Num Radio Mix) – 10:19
4. Stranger In Moscow (Basement Boys’ Radio Mix) – 4:05
5. Stranger In Moscow (Spensane Vocal Mix) [R&B] – 4:47
6. Stranger In Moscow (12" Dance Club Mix) – 8:18

Austrian Single
1. Stranger In Moscow – 5:37
2. Stranger In Moscow (Charles Roane’s Full R&B Mix) – 4:30
3. Stranger In Moscow (Tee’s In-House Club Mix) – 6:54
4. Stranger In Moscow (Tee’s Light AC Mix) – 4:07
5. Stranger In Moscow (Tee’s Freeze Radio Mix) – 3:36
6. Off The Wall (Junior Vasquez Radio Mix) – 5:15

## Twórcy
- Tekst i muzyka: Michael Jackson
- Wokal: Michael Jackson
- Gitara: Steve Lukather
- Instrumenty klawiszowe i bas: David Paich
- Instrumenty klawiszowe: Steve Porcaro